# Kongou Laba (Niamey)
Kongou Laba (auch: Laba) ist ein Weiler im Arrondissement Niamey IV der Stadt Niamey in Niger.

## Geographie
Der Weiler liegt im ländlichen Gemeindegebiet von Niamey an einem Trockental. Zu den umliegenden Siedlungen zählen das Dorf Kongou Gonga im Nordwesten, der Weiler Kouara Béri im Nordosten, der Weiler Alpha Toukouara im Südwesten und das Dorf Kongou Gorou im Westen.

## Bevölkerung
Bei der Volkszählung 2012 hatte Kongou Laba 246 Einwohner, die in 31 Haushalten lebten. Bei der Volkszählung 2001 betrug die Einwohnerzahl 213 in 33 Haushalten.